# 2040年11月18日月食
2040年11月18日月食为一次將在协调世界时2040年11月18日出現的月全食。該次月食半影食分為2.478、全影食分為1.402。偏食維持了111分，全食維持44分。

## 概述
這次月食的食分是3.65，偏食維持了111分，全食維持44分。

## 基本參數
- 類型：月全食
- 食甚資料：
  - 日期：2040年11月18日
  - 時間：19:03
  - 月球位置：赤經3.65度、赤緯19.7度
  - 食分：半影食分：2.478、全影食分：1.402
  - 持續時間：偏食111分、全食44分

## 外部連結
- NASA月食專頁（页面存档备份，存于）（英文）